# Blasenhalsobstruktion
Die Blasenhalsobstruktion ist eine Abflussbehinderung der Miktion (Blasenentleerung) auf Höhe des Blasenhalses aufgrund mechanischer oder funktioneller Verengung.

## Ursache
Folgende Ursachen kommen infrage:
- angeboren (primär) (PBNO)
  - Fehlbildung Urethralklappe, ektope Ureterozele
  - Fibroelastose (Stenose, veraltet: Marion-Krankheit), Umbau des Blasenhalsmuskels durch elastisches Gewebe[3][4]
  - muskuläre und neurologische Dysfunktion (Neurogene Blase)
- erworben (sekundär)
  - Entzündung, z. B. Harnröhrenstriktur bei chronischer Prostatitis
  - postoperativ Narbenkontraktur z. B. nach Prostataentfernung oder TUR
  - Prostatavergrößerung
  - Blasenstein
  - Neoplasie
  - Zystozele
  - Fremdkörper
  - Arzneimittel
  - muskuläre und neurologische Dysfunktion (Neurogene Blase)

## Klinische Erscheinungen
Klinische Kriterien sind:
- Blasenentleerungsstörung, Harndrang
- Restharn
- Harnwegsinfekt
- Dysurie
- Nykturie

## Diagnose
Die Diagnose ergibt sich aus:
- Anamnese
- Uroflowmetrie[5]
- Miktionszystourethrogramm
- Urethrozystoskopie

## Therapie
Die Behandlung kann bereits intrauterin versucht werden.
Infrage kommen transurethrale Resektion, bei Rezidiv offene operative Blasenhalsrekonstruktion.